# Margaret Leighton
Margaret Leighton (26 de febrero de 1922 – 13 de enero de 1976) fue una actriz británica, conocida por su refinamiento y exquisito sentido de la grandeur. Destacó su papel de Hannah Jelkes en la obra de Tennessee Williams La noche de la iguana.

## Biografía
Nacida en Barnt Green, Inglaterra, Leighton se inició como actriz teatral interpretando a Dorothy en la obra Laugh With Me (1938). Llegó a ser una estrella del Teatro Old Vic, y su debut en el circuito de Broadway tuvo lugar encarnando a la Reina en la obra Enrique IV (1946), protagonizada por Laurence Olivier y Ralph Richardson. Esta representación figuraba dentro de una gira que la compañía del Old Vic hacía en los Estados Unidos, y durante la cual se representó un total de cinco obras de su repertorio.
Tras intervenir en dos filmes británicos, uno de ellos Bonnie Prince Charlie (1948), en el que interpretaba a Flora MacDonald acompañando a David Niven, la actriz hizo el segundo papel femenino en la película de Alfred Hitchcock Under Capricorn (1949), con Ingrid Bergman, Joseph Cotten y Michael Wilding. Además, trabajó con Walter Pidgeon en el film de crimen y misterio de Metro-Goldwyn-Mayer Calling Bulldog Drummond (1951). 
Leighton tuvo tres maridos: el editor Max Reinhardt (casados en 1947-divorciados en 1955), el actor Laurence Harvey (casados en 1957-divorciados en 1961), y el actor Michael Wilding (casados en 1964). No tuvo hijos.
En el ámbito teatral, ganó el Premio Tony a la mejor actriz por su actuación en Mesas separadas (1956), y otro por su trabajo en La noche de la iguana (1962). Además, fue nominada al mismo premio por Mucho ruido y pocas nueces (1959, con John Gielgud) y Tchin-Tchin (1962, con Anthony Quinn). Su última actuación en Broadway fue en el papel de Birdie Hubbard en una reposición de la pieza de Lillian Hellman La loba (obra de teatro) (1967), protagonizada por Anne Bancroft como Regina Giddens.
Leighton tuvo también una notable lista de actuaciones televisivas, destacando entre ellas las que hizo para los programas Alfred Hitchcock Presents, Ben Casey y Burke's Law. Además, ganó un Emmy a la mejor actriz de reparto - Serie dramática por Hamlet (1970), y fue nominada en 1966 para otro Emmy por cuatro episodios de Dr. Kildare. 
Por su actuación como Mrs. Maudsley en El mensajero (1970), Leighton ganó el Premio BAFTA a la mejor actriz de reparto, habiendo sido anteriormente nominada al BAFTA a la mejor actriz británica por su trabajo como Valerie Carrington en Carrington V.C. (1955). Finalmente, fue nominada al Oscar a la mejor actriz de reparto for El mensajero. 
Margaret Leighton falleció en 1976 en Chichester, Inglaterra, a causa de una esclerosis múltiple. Tenía 53 años de edad.

## Filmografía

### Cine
- The Winslow Boy (Pleito de honor) (1948) (British Lion Films) ... Catherine Winslow
- Bonnie Prince Charlie (El último Estuardo) (1948) (London Film Productions) ... Flora MacDonald
- Under Capricorn (1949) (Warner Bros.) ... Milly
- The Astonished Heart (1949) (General Film Distributors) ... Leonora Vail
- El libertador (1950) (British Lion Films) ... Marguerite Blakeney
- Calling Bulldog Drummond (1951) (MGM) ... Sgt. Helen Smith
- Home at Seven (1952) (British Lion Films) ... Janet Preston
- The Holly and the Ivy (1952) (London Film Productions) ... Margaret Gregory
- The Teckman Mystery (1954) (Associated Artists Productions) ... Helen Teckman
- The Good Die Young (1954) (United Artists) ... Eve Ravenscourt
- Carrington V.C. (1955) (Kingsley-International Pictures) ... Valerie Carrington
- The Constant Husband (Seis esposas para un marido) (1955) (British Lion Films) ... Miss Chesterman
- The Passionate Stranger (1957) (British Lion Films) ... Judith Wynter/Leonie
- The Sound and the Fury (El ruido y la furia) (1959) (20th Century Fox) ... Caddy Compson
- Waltz of the Toreadors (El mayor mujeriego) (1962) (The Rank Organisation Film Productions) ... Emily Fitzjohn
- The Third Secret (1964) (20th Century Fox)
- The Best Man (1964) (United Artists) ... Alice Russell
- The Loved One (Los seres queridos) (1965) (MGM) ... Mrs. Helen Kenton
- 7 Women (Siete mujeres) (1966) (MGM) ... Agatha Andrews
- The Madwoman of Chaillot (La loca de Chaillot) (1969) (Warner Bros.) ... Constance, la loca de Passy
- El mensajero (1970) (EMI Distribution) ... Mrs. Maudsley
- Zee and Co. (1972) (Columbia) ... Gladys ...
- Lady Caroline Lamb (1972) (MGM-EMI) ... Lady Melbourne
- A Bequest to the Nation (Legado de un héroe) (1973) (Universal) ... Lady Frances Nelson
- From Beyond the Grave (1973) (Warner Bros.) ... Madame Orloff en el segmento The Elemental
- Galileo (1975) (The American Film Theatre) ... Mujer mayor en el tribunal
- Trial by Combat (1976) (Combat-Warner Bros.) ... Ma Gore

### Televisión
- Laugh With Me (1938) (BBC) ... Dorothy
- As You Like It (1953) (BBC) ... Rosalind
- The Browning Version (1948) (CBS) ... Millie
- An Ideal Husband (1969) (BBC) ... Mrs. Cheveley
- Hamlet (1970) (NBC) ... Gertrude
- The Upper Crusts (1973) (serie) (ITV) ... Lady Seacroft
- Frankenstein: The True Story (1973) (NBC) ... Francoise DuVal
- Great Expectations (1974) (NBC) ... Miss Havisham
- Space: 1999 (Primera temporada, episodio "Collision Course") (1975) (ITC) ... Arra

### Teatro
- The Little Foxes, 1967
- Slapstick Tragedy, 1966
- The Chinese Prime Minister, 1964
- Tchin-Tchin, 1962
- The Night of the Iguana, 1961
- Much Ado About Nothing, 1959
- Separate Tables, 1957
- The Critic, 1946
- Oedipus Rex, 1946
- Uncle Vanya, 1946
- King Henry IV, Part II, 1946
- King Henry IV, Part I, 1946

## Premios y nominaciones
Premios Óscar
| Año  | Categoría               | Película     | Resultado |
| ---- | ----------------------- | ------------ | --------- |
| 1972 | Mejor Actriz de Reparto | El mensajero | Nominada  |